# غنيمة حرب

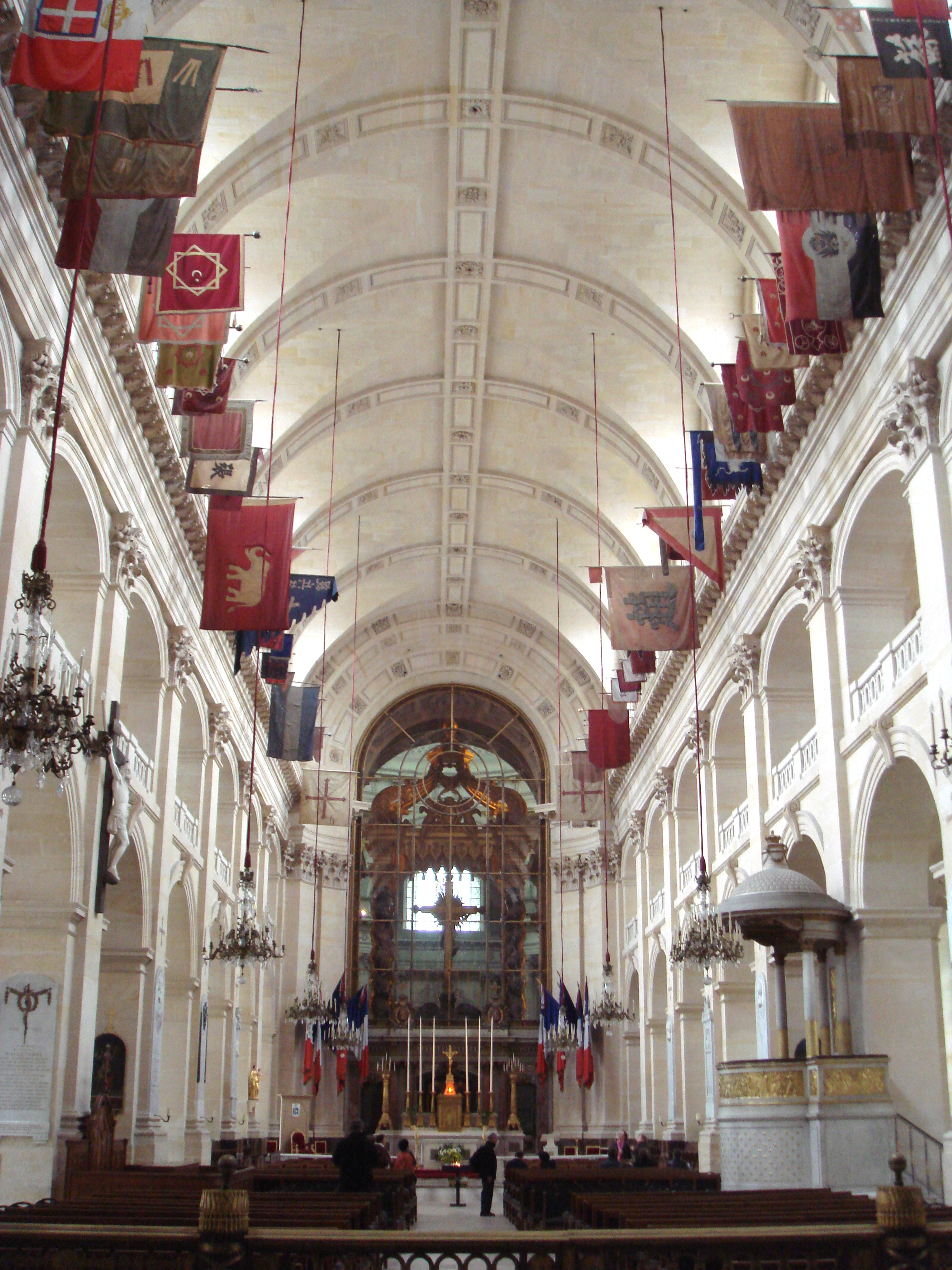
غنائم حرب تزين قبو كنيسة سانت لويس دي ليزانفاليد في باريس.

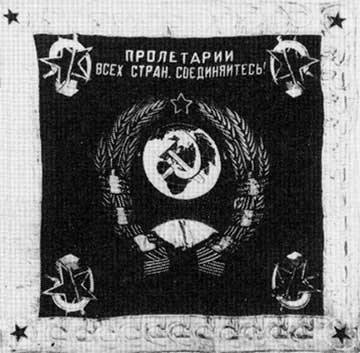
علم، غنيمة من حرب الشتاء

غنيمة الحرب هو عنصر تم التقاطه أثناء الحرب من قبل قوة غازية. تشمل غنائم الحرب الشائعة الأعلام والأسلحة والمركبات والفن.

## تاريخ
في اليونان القديمة وروما القديمة، تم الاحتفال بالانتصارات العسكرية بعرض الأسلحة والرايات التي تم الاستيلاء عليها. كان تذكار الانتصار في الأصل نصبًا تذكاريًا للحرب تم تجميعه من هذه العناصر في ساحة المعركة. عرض الانتصار الروماني أيضًا هذه العناصر بالإضافة إلى الأشياء الثقافية، والتي أصبحت فيما بعد تسمى غنائم الحرب. تُستخدم أحيانًا أجزاء من أجساد الأعداء المقتولين كغنائم منذ العصور القديمة، في ممارسة تسمى جمع التذكارات البشرية. في بعض الأحيان، كان استرداد النسور الرومانية التي اتخذتها قوات العدو كغنائم، مصدر لسنوات من الحرب الإضافية.

علم الكتيبة الأولى، الفوج 71 الذي استولت عليه قوات ملكية ريو دي لا بلاتا خلال الغزو البريطاني الأول في عام 1806 وعرض كغنيمة حرب في دير سانتو دومينغو في بوينس آيرس.

في الآونة الأخيرة، كان من الشائع أن يعود الجنود إلى ديارهم مع الغنائم التذكارية، مثل أسلحة العدو وأعلامه، بينما أصبحت العناصر العسكرية الأكبر التي تم الاستيلاء عليها في المعركة، وخاصة الأسلحة مثل المدافع الرشاشة وقطع المدفعية، ملكًا للدولة التي ينتمي إليها الجنود المنتصرون.
في القرن العشرين، أزالت دول التحالف المنتصرة كميات كبيرة من الممتلكات، بما في ذلك الأشياء الثقافية. بعد الحرب العالمية الأولى، سمحت معاهدة فرساي بإزالة كميات كبيرة من الممتلكات من ألمانيا، والتي أطلقت عليها اسم «التعويضات». خلال حرب المحيط الهادئ، أخذ بعض الجنود الأمريكيين جماجم وأسنان اليابانيين القتلى كغنائم حرب، وخلال الاحتلال، أخذ الأمريكيون ما يصل إلى ثلاثة ملايين سيف كغنائم.
بعد الحرب العالمية الثانية، أجاز مؤتمر بوتسدام إزالة بعض الممتلكات من ألمانيا، مثل الأسطول البحري التجاري. خلال الحرب، أزالت ألمانيا كميات كبيرة من الممتلكات من البلدان التي احتلتها. في بعض الحالات، على سبيل المثال «ألوية الغنائم» السوفيتية، تم تلطيف النهب الرسمي على أنه أخذ «الغنائم».
في الوقت الحاضر، يستمر أخذ غنائم الحرب، لكن الأسلحة التي يتم أخذها كتذكارات غالبًا ما يتم تعطيلها أولاً. وفقًا لجوليان طومسون، فإن عددًا قليلاً فقط من الجنود سيأخذون تذكارات الحرب إلى الوطن، لتجنب المشاكل، في عام 2012، كان الجندي البريطاني داني نايتينجيل يخضع لمحاكمة عسكرية لإحضاره بشكل غير قانوني جلوك معه بعد خدمته في العراق. حظيت القضية باهتمام إعلامي واسع.

## الأشياء الثقافية
نصت المادة 56 من اتفاقية لاهاي لعام 1907 ما يلي:
ومع ذلك، لم تحظى المادة باحترام كبير خلال الفترة المتبقية من القرن.
في عام 1954، تم التوقيع على اتفاقية أخرى في لاهاي: اتفاقية حماية الممتلكات الثقافية في حالة نزاع مسلح، وقد عزز بروتوكولان من قوتها.
انتقلت العديد من الأعمال الفنية من مواقع ما قبل الحرب خلال اضطرابات القرن العشرين. تسعى اليونسكو، وهي وكالة الأمم المتحدة المسؤولة عن الثقافة، إلى حل القضايا المتعلقة بالممتلكات الثقافية التي نزحت فيما يتعلق بالحرب العالمية الثانية. ومع ذلك، فشل المؤتمر في ربيع 2007 في التوصل إلى توافق في الآراء بشأن مشروع إعلان غير ملزم.